# Isola McIntyre
L'isola McIntyre (in inglese McIntyre Island) è una piccola isola antartica facente parte dell'arcipelago Windmill.
Localizzata ad una latitudine di 66° 14' sud e ad una longitudine di 110°34' est, l'isola si trova immediatamente ad est della penisola Clark. La zona è stata mappata per la prima volta mediante ricognizione aerea durante l'operazione Highjump e l'operazione Windmill, negli anni 1947-1948. È stata intitolata dalla US-ACAN Robert McIntyre della US Navy, membro del team della stazione Wilkie dell'anno 1957.